# Садыков, Владимир Иванович
Владимир Иванович Садыков (род. 10 февраля 1953) — советский и российский футболист, полузащитник, защитник. Судья, тренер.

## Карьера
С 10 лет — воспитанник группы подготовки кемеровского «Кузбасса», тренер В. Я. Егоров.
За «Кузбасс» играл в 1974—1978, 1981—1983 годах в первой лиге (1982 год — во второй лиге). 
Во второй лиге выступал за команды СКА Хабаровск (1979—1980), «Металлург» Новокузнецк (1985—1986). В 1987—1991 годах на региональном уровне играл за «Динамо» Кемерово, в 1991 году был также тренером и начальником команды. 
В 1992 году в возрасте 39 лет провёл за команду 17 игр, забил один мяч во второй лиге России. Работал тренером «Динамо» (1993) и «Кузбасса» (1994—1995), администратором «Кузбасса-Динамо» (2002).
С 1989 года также судья в низших лигах и региональных турнирах.
Работник службы безопасности компании «КемВод».
Проводятся детские соревнования города Кемерово в лиге Владимира Садыкова.